# Comissió Internacional d'Investigació Independent de les Nacions Unides
La Comissió Internacional d'Investigació Independent de les Nacions Unides va ser creada l'abril de 2005 per Resolució 1595 del Consell de Seguretat per investigar l'assassinat de Rafik Hariri, l'ex Primer Ministre del Líban el 14 de febrer de 2005.
El primer informe de la Comissió va ser lliurat per Detlev Mehlis el 19 d'octubre de 2005.
El desè informe de la Comissió va ser lliurat per Daniel Bellemare a l'abril de 2008.
El mandat de l'UNIIIC va finalitzar el 28 de febrer de 2009 i va ser substituït pel Tribunal Especial per al Líban l'1 de març de 2009.
En els seus diversos informes, l'UNIIIC va determinar que membres de les agències de seguretat i intel·ligència libaneses i sirianes van cometre l'assassinat a través dels membres d'Hesbol·là.